# Великая теорема Ферма
Великая теорема Ферма́ (или последняя теорема Ферма) — одна из самых популярных теорем математики. Сформулирована французским математиком Пьером Ферма в 1637 году. Несмотря на простоту формулировки, буквально, на «школьном» арифметическом уровне, доказательство теоремы искали многие математики на протяжении более трёхсот лет. И только в 1994 году теорема была доказана английским математиком Эндрю Уайлсом с коллегами; публикация доказательства состоялась в 1995 году.

## Формулировка
Теорема утверждает, что для любого натурального числа {\displaystyle n>2} уравнение
{\displaystyle a^{n}+b^{n}=c^{n}}
не имеет решений в целых ненулевых числах {\displaystyle a,b,c}.
Встречается более узкий вариант формулировки, утверждающий, что это уравнение не имеет натуральных решений. Однако очевидно, что если существует решение для целых чисел, то существует и решение в натуральных числах. В самом деле, пусть {\displaystyle a,b,c} — целые числа, дающие решение уравнения Ферма. Если {\displaystyle n} чётно, то {\displaystyle |a|,|b|,|c|} тоже будут решением, а если нечётно, то перенесём все степени отрицательных значений в другую часть уравнения, изменив знак. Например, если бы существовало решение уравнения {\displaystyle a^{3}+b^{3}=c^{3}} и при этом {\displaystyle a} отрицательно, а прочие положительны, то {\displaystyle b^{3}=c^{3}+|a|^{3}}, и получаем натуральные решения {\displaystyle c,|a|,b.} Поэтому обе формулировки эквивалентны.
Обобщениями утверждения теоремы Ферма являются опровергнутая гипотеза Эйлера и открытая гипотеза Ландера — Паркина — Селфриджа.

## История
Для случая {\displaystyle n=3} эту теорему в X веке пытался доказать ал-Ходжанди, но его доказательство не сохранилось.
В общем виде теорема была сформулирована Пьером Ферма в 1637 году на полях «Арифметики» Диофанта. Дело в том, что Ферма делал свои пометки на полях читаемых математических трактатов и там же формулировал пришедшие на ум задачи и теоремы. Теорему, о которой ведётся речь, он записал с припиской, что найденное им остроумное доказательство этой теоремы слишком длинно, чтобы его можно было поместить на полях книги:

Наоборот, невозможно разложить куб на два куба, биквадрат на два биквадрата и вообще никакую степень, большую квадрата, на две степени с тем же показателем. Я нашёл этому поистине чудесное доказательство, но поля книги слишком узки для него.
Оригинальный текст (лат.)Cubum autem in duos cubos, aut quadratoquadratum in duos quadratoquadratos & generaliter nullam in infinitum ultra quadratum potestatem in duas eiusdem nominis fas est dividere  cuius rei demonstrationem mirabilem sane detexi. Hanc marginis exiguitas non caperet.

Ферма приводит только доказательство как решение задачи, сводимой к четвёртой степени теоремы, {\displaystyle n=4}, в 45-м комментарии к «Арифметике» Диофанта и в письме к Каркави (август 1659 года). Кроме этого, Ферма включил случай {\displaystyle n=3} в список задач, решаемых методом бесконечного спуска.
Эйлер в 1770 году доказал теорему для случая {\displaystyle n=3}, Дирихле и Лежандр в 1825 году — для {\displaystyle n=5}, Ламе — для {\displaystyle n=7}. Куммер показал, что теорема верна для всех простых {\displaystyle n}, меньших 100, за возможным исключением так называемых иррегулярных простых 37, 59, 67.
Принято называть утверждение, что уравнение {\displaystyle a^{n}+b^{n}=c^{n}} не может быть удовлетворено не делящимися на {\displaystyle n} числами, первым случаем теоремы Ферма, а утверждение, что уравнение {\displaystyle a^{n}+b^{n}=c^{n}} не может быть удовлетворено числами, одно из которых делится на {\displaystyle n}, — вторым случаем теоремы Ферма. Первый случай теоремы Ферма для показателей в виде чисел Софи Жермен был доказан теоремой Софи Жермен.
Над полным доказательством Великой теоремы работало немало выдающихся математиков и множество дилетантов-любителей; считается[кем?], что теорема стои́т на первом месте по количеству некорректных «доказательств». Тем не менее эти усилия привели к получению многих важных результатов современной теории чисел. Давид Гильберт в своём докладе «Математические проблемы» на II Международном конгрессе математиков (1900) отметил, что поиск доказательства для этой, казалось бы, малозначимой теоремы привёл к глубоким результатам в теории чисел.
В 1908 году немецкий любитель математики Пауль Вольфскель завещал 100 тысяч немецких марок тому, кто докажет теорему Ферма. Однако после Первой мировой войны премия обесценилась.
В 1980-х годах появился новый подход к решению проблемы. Из гипотезы Морделла, доказанной Фальтингсом в 1983 году, следует, что уравнение {\displaystyle a^{n}+b^{n}=c^{n}} при {\displaystyle n>3} может иметь лишь конечное число взаимно простых решений.
В 1984 году немецкий математик Герхард Фрай доказал, что решение уравнения Ферма, если оно существует, можно включить в некоторое эллиптическое уравнение и предположил, что Великая теорема Ферма является следствием гипотезы Таниямы — Симуры. Это предположение было доказано Кеном Рибетом, который показал, что это гипотетическое уравнение не может иметь двойника среди модулярных форм.
Последний важный шаг в доказательстве теоремы был сделан Уайлсом в сентябре 1994 года. Его 130-страничное доказательство гипотезы Таниямы — Симуры было опубликовано в журнале «Annals of Mathematics».
Первый вариант своего доказательства Уайлс опубликовал в 1993 году (после семи лет работы), но в нём вскоре был Николасом Кацем обнаружен серьёзный пробел, который с помощью Ричарда Лоуренса Тейлора удалось достаточно быстро устранить заменив метод Эйлера на теорию Ивасавы. В 1995 году был опубликован завершающий вариант. В 2016 году за доказательство Великой теоремы Ферма Эндрю Уайлс получил Абелевскую премию.
Колин Мак-Ларти отметил, что, возможно, доказательство Уайлса удастся упростить, чтобы не предполагать существования так называемых «больших кардиналов».
Теорема Ферма также тривиально следует из abc-гипотезы, о доказательстве которой заявил японский математик Синъити Мотидзуки; его доказательство отличается исключительной сложностью. В настоящее время в математическом сообществе нет чёткого консенсуса в отношении его работ.

## Некоторые вариации и обобщения
Одна из гипотез, выдвинутых Эйлером (1769 год), утверждала, что уравнение {\displaystyle a^{4}+b^{4}+c^{4}=d^{4}} не имеет натуральных решений {\displaystyle a,b,c,d.} Только в XX веке, с помощью мощных компьютеров, удалось найти контрпримеры, опровергающие гипотезу. В 1988 году Ноам Элкис обнаружил следующее решение:
{\displaystyle 2\,682\,440^{4}+15\,365\,639^{4}+18\,796\,760^{4}=20\,615\,673^{4}.}
Позднее были найдены и другие решения; простейшее из них:
{\displaystyle 95\,800^{4}+217\,519^{4}+414\,560^{4}=422\,481^{4}.}
Ещё одним популярным обобщением теоремы Ферма является гипотеза Била, сформулированная в 1993 году американским математиком-любителем, пообещавшим за её доказательство или опровержение 1 миллион долларов США.

## «Ферматисты»
Простота формулировки теоремы Ферма (доступная в понимании даже школьнику) вдохновляла многих недостаточно компетентных людей на попытки её доказать. Это явление не исчезло даже после того, как доказательство было найдено, поскольку некоторые любители либо не знают о результатах Уайлса, либо хотят найти более простое доказательство. Людей, пытающихся доказать теорему Ферма элементарными методами, называют «ферматистами» или «ферматиками». Ферматисты зачастую не являются профессионалами и допускают ошибки в арифметических действиях или логических выводах, хотя некоторые представляют весьма изощрённые «доказательства», в которых трудно найти ошибку.
Доказывать теорему Ферма в среде любителей математики было настолько популярно, что в 1972 году журнал «Квант», публикуя статью о теореме Ферма, сопроводил её следующей припиской: «Редакция „Кванта“ со своей стороны считает необходимым известить читателей, что письма с проектами доказательств теоремы Ферма рассматриваться (и возвращаться) не будут».
Немецкому математику Эдмунду Ландау очень докучали «ферматисты». Чтобы не отвлекаться от основной работы, он заказал несколько сотен бланков с шаблонным текстом, сообщающим, что на определённой строке на некоторой странице находится ошибка, при этом находить ошибку и заполнять пробелы в бланке он поручал своим аспирантам.
Отдельные ферматисты добиваются публикации своих (неверных) «доказательств» в ненаучной прессе, которая раздувает их значение до научной сенсации. Впрочем, иногда такие публикации появляются и в уважаемых научных изданиях, как правило, с последующими опровержениями. Среди других примеров:
- Брошюра В. И. Будкина, изданная в Ярославле под названием «Методика познания „истины“. Доказательство Великой теоремы Ферма» (47 с., 5000 экз., Верхне-Волжское книжное издательство, 1975)[21].
- Книга Л. Ш. Райхеля «Великая теорема», изданная в Ленинграде в 1990 году[22].
- Свидетельство о регистрации авторских прав на произведение «доказательство теоремы Ферма», выданное Министерством образования и науки Украины Л. В. Шаповаловой и Г. А. Середкину. Документ не удостоверяет каким-либо образом правильность доказательства, а лишь регистрирует авторские права на поданный в Министерство образования и науки печатный труд; на это министерство возложена обязанность ведения реестра таких свидетельств[23].

## Теорема Ферма в культуре и искусстве
Великая теорема Ферма стала символом труднейшей научной проблемы и в этом качестве часто упоминается в беллетристике. Далее перечислены некоторые произведения, в которых теорема не просто упомянута, но является существенной частью сюжета или идеологии произведения.
В рассказе Артура Порджеса «Саймон Флэгг и дьявол» профессор Саймон Флэгг обращается за доказательством теоремы к дьяволу. По этому рассказу снят короткометражный игровой научно-популярный фильм «Математик и чёрт» (СССР, 1972, киностудия «Центрнаучфильм», творческое объединение «Радуга», режиссёр Райтбурт).
Александр Казанцев в романе «Острее шпаги» в 1983 году предложил оригинальную версию отсутствия доказательства самого Пьера Ферма.
В телесериале «Звёздный Путь» капитан космического корабля Жан-Люк Пикар был озадачен разгадкой Великой теоремы Ферма во второй половине XXIV века. Таким образом, создатели фильма предполагали, что решения у Великой теоремы Ферма не будет в ближайшие 400 лет. Серия «Рояль» с этим эпизодом была снята в 1989 году, когда Эндрю Уайлс был в самом начале своих работ. В действительности решение было найдено всего спустя пять лет.
В посвящённой Хэллоуину 1995 года серии «Симпсонов» двухмерный Гомер Симпсон случайно попадает в третье измерение. Во время его путешествия в этом странном мире в воздухе парят геометрические тела и математические формулы, включая неверное равенство {\displaystyle 1782^{12}+1841^{12}=1922^{12}}. Калькулятор с точностью не более 10 значащих цифр «подтверждает» это равенство:
{\displaystyle {\begin{aligned}1782^{12}+1841^{12}&=2\,541\,210\,258\,614\,589\,176\,288\,669\,958\,142\,428\,526\,657\approx 2{,}541\,210\,259\cdot 10^{39},\\1922^{12}&=2\,541\,210\,259\,314\,801\,410\,819\,278\,649\,643\,651\,567\,616\approx 2{,}541\,210\,259\cdot 10^{39}.\end{aligned}}}
Тем не менее, даже без вычисления точных значений легко видеть, что равенство неверно: левая часть — нечётное число, а правая часть — чётное.
В первом издании «Искусства программирования» Дональда Кнута теорема Ферма приведена в качестве упражнения с математическим уклоном в самом начале книги и оценена максимальным числом (50) баллов, как «исследовательская проблема, которая (насколько это было известно автору в момент написания) ещё не получила удовлетворительного решения. Если читатель найдёт решение этой задачи, его настоятельно просят опубликовать его; кроме того, автор данной книги будет очень признателен, если ему сообщат решение как можно быстрее (при условии, что оно правильно)». В третьем издании книги это упражнение уже требует знаний высшей математики и оценивается лишь в 45 баллов.
В книге Стига Ларссона «Девушка, которая играла с огнём» главная героиня Лисбет Саландер, обладающая редкими способностями к аналитике и фотографической памятью, в качестве хобби занята доказательством Великой теоремы Ферма, на которую она наткнулась, читая фундаментальный труд «Измерения в математике», в котором приводится и доказательство Эндрю Уайлса. Лисбет не хочет изучать готовое доказательство, а главным интересом становится поиск собственного решения. Поэтому всё своё свободное время она посвящает самостоятельному поиску «замечательного доказательства» теоремы великого француза, но раз за разом заходит в тупик. В конце книги Лисбет находит доказательство, которое не только совершенно отлично от предложенного Уайлсом, но и является настолько простым, что сам Ферма мог бы его найти. Однако после ранения в голову она его забывает, и Ларссон не приводит никаких подробностей этого доказательства.
Мюзикл «Последнее танго Ферма» создан в 2000 году Джошуа Розенблюмом и Джоан Лесснер по мотивам реальной истории Эндрю Уайлса. Главный герой по имени Дэниел Кин завершает доказательство теоремы, а дух самого Ферма старается ему помешать. Мюзикл был представлен в театре York Theatre в Нью-Йорке, затем записан и издан институтом Клэя.
За несколько дней до своей смерти Артур Кларк успел отрецензировать рукопись романа «Последняя теорема», над которой он трудился в соавторстве с Фредериком Полом. Книга вышла уже после смерти Кларка.

### На русском
- Абраров Д. Теорема Ферма: феномен доказательств УайлсаАрхивировано 5 мая 2021 года..
- Альварес Л. Ф. А. Самая сложная задача в мире. Ферма. Великая теорема Ферма // Наука. Величайшие теории. — М.: Де Агостини, 2015. — Вып. 18. — ISSN 2409-0069.
- Виолант-и-Хольц, Альберт. Загадка Ферма. Трёхвековой вызов математике. — М.: Де Агостини, 2014. — 151 с. — (Мир математики: в 45 томах, том 9). — ISBN 978-5-9774-0625-3.
- Кирсанов Ф. История Великой Теоремы Ферма.
- Манин Ю.И., Панчишкин А.А. Введение в современную теорию чисел. — М.: МЦНМО, 2009.
- Постников М. М. Введение в теорию алгебраических чисел. — М.: Наука, 1982. Основная тема книги — последняя теорема Ферма.
- Рибенбойм П. Последняя теорема Ферма для любителей. — М.: Мир, 2003.
- Сингх С. Великая теорема Ферма. — М.: МЦНМО, 2000.
- Хинчин А. Я. Великая теорема Ферма. — 3-е изд. — М.: ОНТИ, 1934.
- Эдвардс Г. Последняя теорема Ферма. — М.: Мир, 1980. В книге подробно рассматривается теория идеальных делителей Куммера.

### На английском
- Donald C. Benson. The Moment of Proof: Mathematical Epophanies. — Oxford University Press, 1999. — ISBN 0-19-513919-4.
- Faltings, Gerd (1995). The Proof of Fermat’s last theorem by R. Taylor and A. Wiles, Notices of the AMS (42) (7), 743—746.
- Daney, Charles (2003). The Mathematics of Fermat’s last theorem. Retrieved Aug. 5, 2004.
- O’Connor, J. J. & and Robertson, E. F. (1996). Fermat’s last theorem. The history of the problem. Retrieved Aug. 5, 2004.
- Shay, David (2003). Fermat’s last theorem. The story, the history and the mystery. Retrieved Aug. 5, 2004.